# Vuelo 3183 de Tajikistan Airlines
El vuelo 3183 de Tajikistan Airlines fue un Tupolev Tu-154B-1 que se estrelló el 15 de diciembre de 1997 durante la aproximación al aeropuerto de Sharjah en los Emiratos Árabes Unidos. Solo hubo un superviviente, el navegante, de una tripulación de siete personas y setenta y nueve pasajeros. Los investigadores determinaron que la causa del accidente fue un error del piloto que llevó a un vuelo controlado contra el terreno.

## Accidente
El avión partió del aeropuerto de Khujand la tarde del 15 de diciembre de 1997. Antes de entrar en el espacio aéreo del Emirato de Sharjah el avión comenzó a descender, experimentando turbulencias en su bajada.  En la preparación para la aproximación final, la tripulación no se percató de que volaban demasiado bajo, y el avión se estrelló en el desierto a unos 13 kilómetros (7 nmi) al este del aeropuerto de Sharjah. Los setenta y nueve pasajeros fallecieron (aunque uno sobrevivió al impacto, para finalmente fallecer en el hospital) junto con seis de los tripulantes. El único superviviente fue identificado como el navegante, de treinta y siete años, Sergei Petrov.
La Organización Internacional de Aviación Civil sugirió que la causa probable del accidente fue que "el piloto descendió por debajo de la altitud asignada y continuó sin darse cuenta de dicho descenso hacia el terreno. Entre los factores contribuyentes se encontraba el estrés autoinducido, ligeras turbulencias y falta de adherencia a los procesos operativos". El presidente de la compañía estatal de Tayikistán, quien había arrendado el vuelo, afirmó que había tenido lugar una explosión en el avión antes del accidente, pero no había evidencias que sustentasen esta idea.

## Consecuencias
El presidente de Uzbekistán, Islam Karimov, mostró sus condolencias a su homólogo tajiko Emomalii Rahmon tras el accidente. Las ochenta y cinco víctimas procedían de Khujand; los ataúdes enviados allí para su inhumación. Cerca de 3000 personas se concentraron en la plaza mayor de Khujand por la mañana, mientras que el primer ministro tajiko, Yahyo Azimov, hablaba de "una tragedia terrible". Diecinueve cuerpos quedaron seriamente dañados y no pudieron ser identificados, por lo que fueron enterrados en una fosa común.